# Carpasio
Carpasio is een plaats en voormalige gemeente in de Italiaanse provincie Imperia (regio Ligurië) en telt 180 inwoners (31-12-2004). De oppervlakte bedraagt 16,1 km², de bevolkingsdichtheid is 12 inwoners per km².
Op 1 januari 2018 fuseerde de gemeente met Montalto Ligure tot de huidige gemeente Montalto Carpasio.

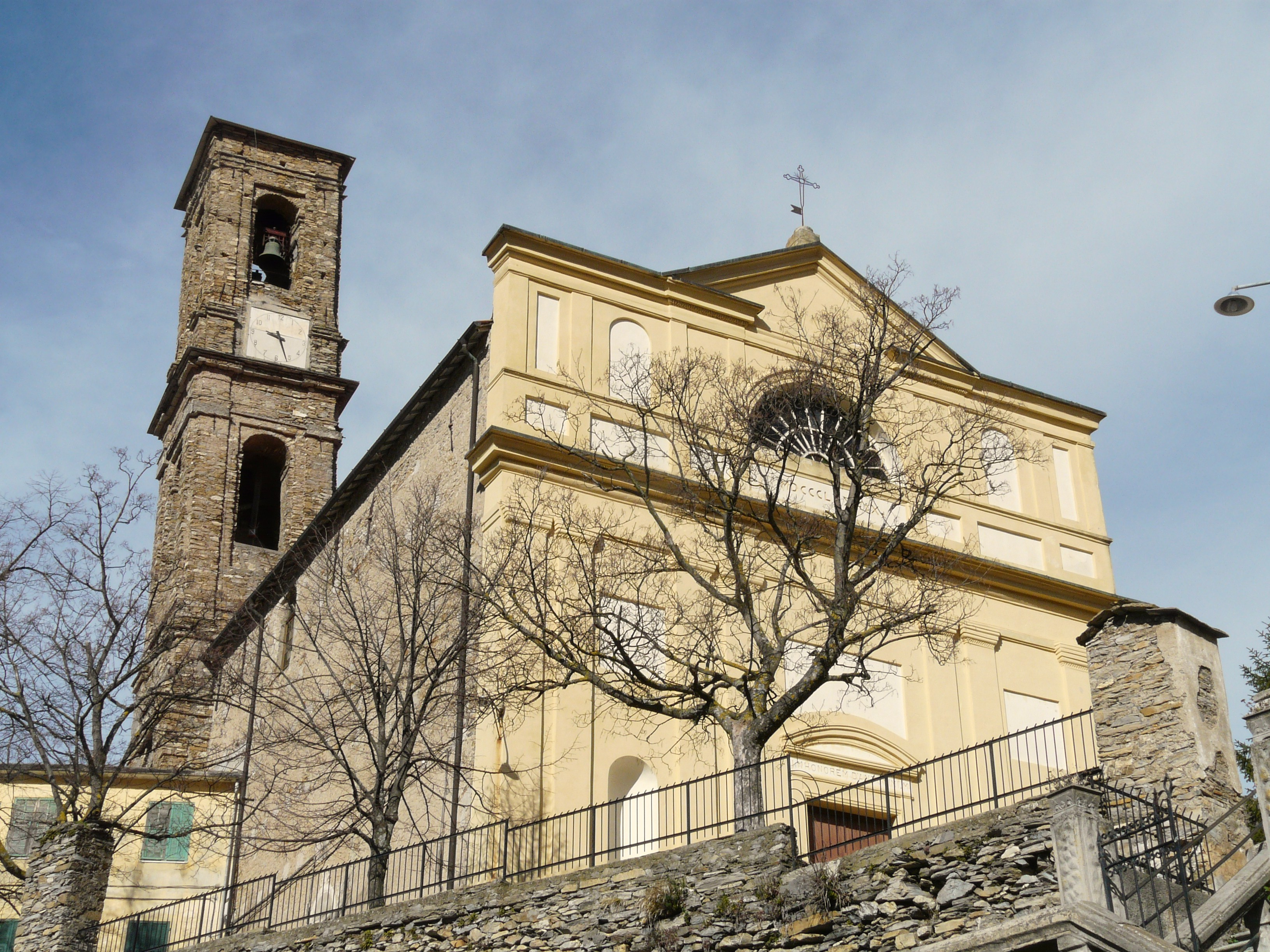
Chiesa di Sant'Antonino

## Demografie
Carpasio telt ongeveer 110 huishoudens. Het aantal inwoners steeg in de periode 1991-2001 met 2,2% volgens cijfers uit de tienjaarlijkse volkstellingen van ISTAT.
| Jaar | Inwoneraantal |
| ---- | ------------- |
| 1991 | 181           |
| 2001 | 185           |

1. ↑  Popolazione Residente al 1° Gennaio 2018. Istituto Nazionale di Statistica. Geraadpleegd op 16 maart 2019.